# Lincoln Nautilus
El Lincoln Nautilus (anteriormente conocido como Lincoln MKX) es un vehículo deportivo utilitario del segmento E producido por Lincoln bajo la casa automotriz Ford Motor Company. Su fabricación radica en Oakville, Ontario, Canadá y a partir de su segunda generación utiliza la plataforma CD4 de Ford y también es conocido por ser el vehículo más vendido de esta firma de lujo desde el año 2016.
La primera versión del MKX, lanzada en diciembre de 2006 era como un derivado del Ford Edge. La versión que salió en 2016, año en el que la firma revivió al Continental contaba con novedades como faros de proyector bi-Xenon LED y la disponibilidad de dos motores, el estándar Duratec V6 de 3.7 litros y el novedoso EcoBoost V6 de 2.7 litros.
En el año 2016 se vendieron 30.967 unidades de este modelo y en el pasado año, 2017, 31.031 unidades.

### Nautilus (2019-presente)
Para el año modelo 2019, Lincoln le dio al MKX de segunda generación una actualización de mitad de ciclo y cambió su nombre de modelo a Nautilus, entre otros detalles para competir de frente a frente con el Cadillac XT5. Como parte de la actualización, el Nautilus adoptó el lenguaje de diseño de los modelos Continental y Navigator recientemente presentados y actualizó los modelos MKC y MKZ, pasando de la parrilla dividida a una parrilla rectangular con un gran emblema de la estrella Lincoln.
Una nueva característica de seguridad es el centrado de carril emparejado con el control de crucero adaptativo con funcionalidad de parar y seguir. Otra nueva característica de seguridad es la asistencia de dirección evasiva que ayuda a evitar colisiones en la parte trasera. El 2.0 L EcoBoost I4 reemplaza al 3.7 V Cyclone V6 como el motor estándar. El 2.7 L EcoBoost V6 sigue siendo opcional. Ambos motores están equipados con un sistema de arranque y parada. Una transmisión automática de 8 velocidades de Ford 8F35 reemplaza a la transmisión automática anterior de 6 velocidades de Ford.
El Nautilus salió a la venta en el otoño de 2018.

## Galería

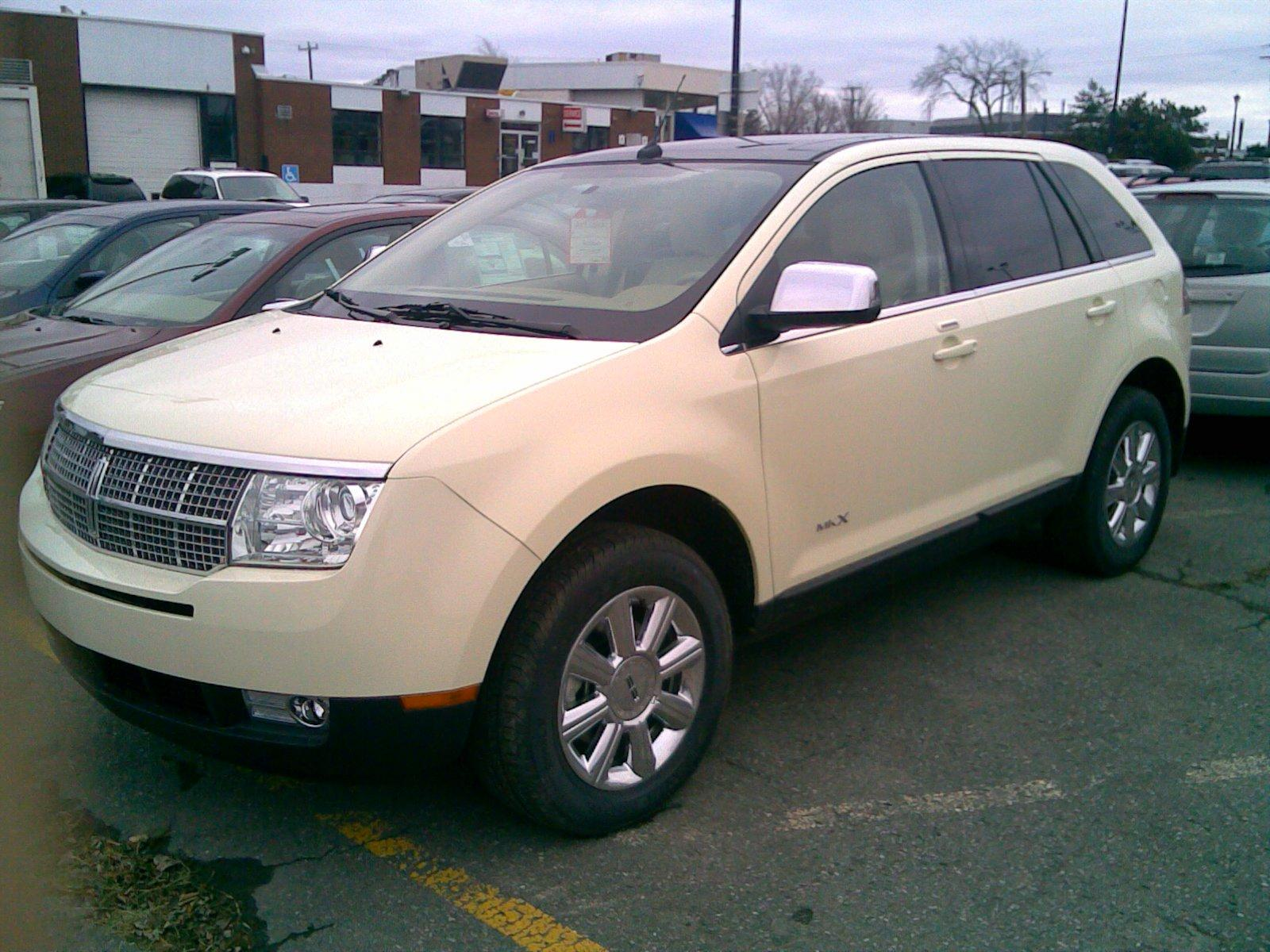
Primera generación del MKX
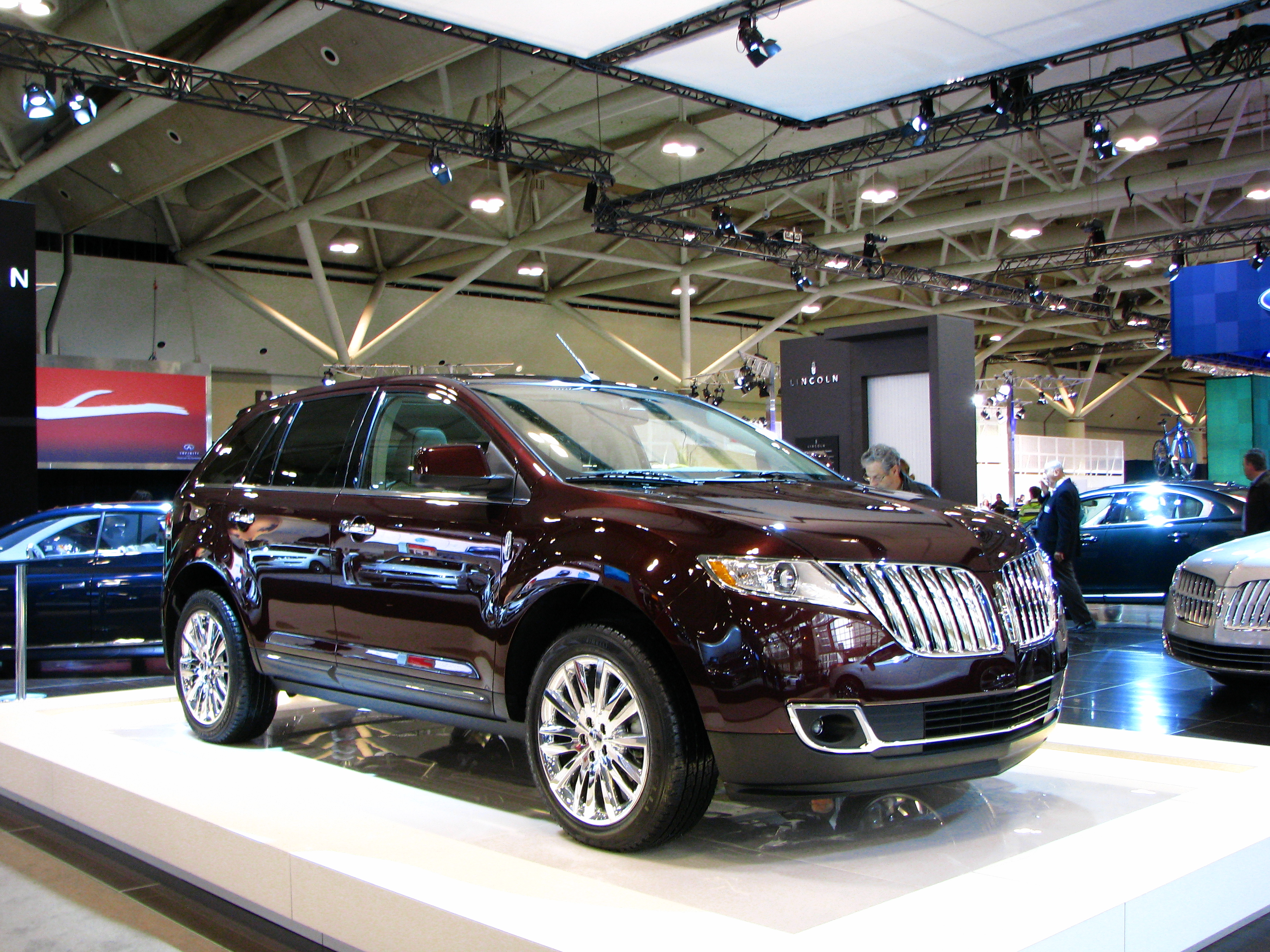
Segunda generación
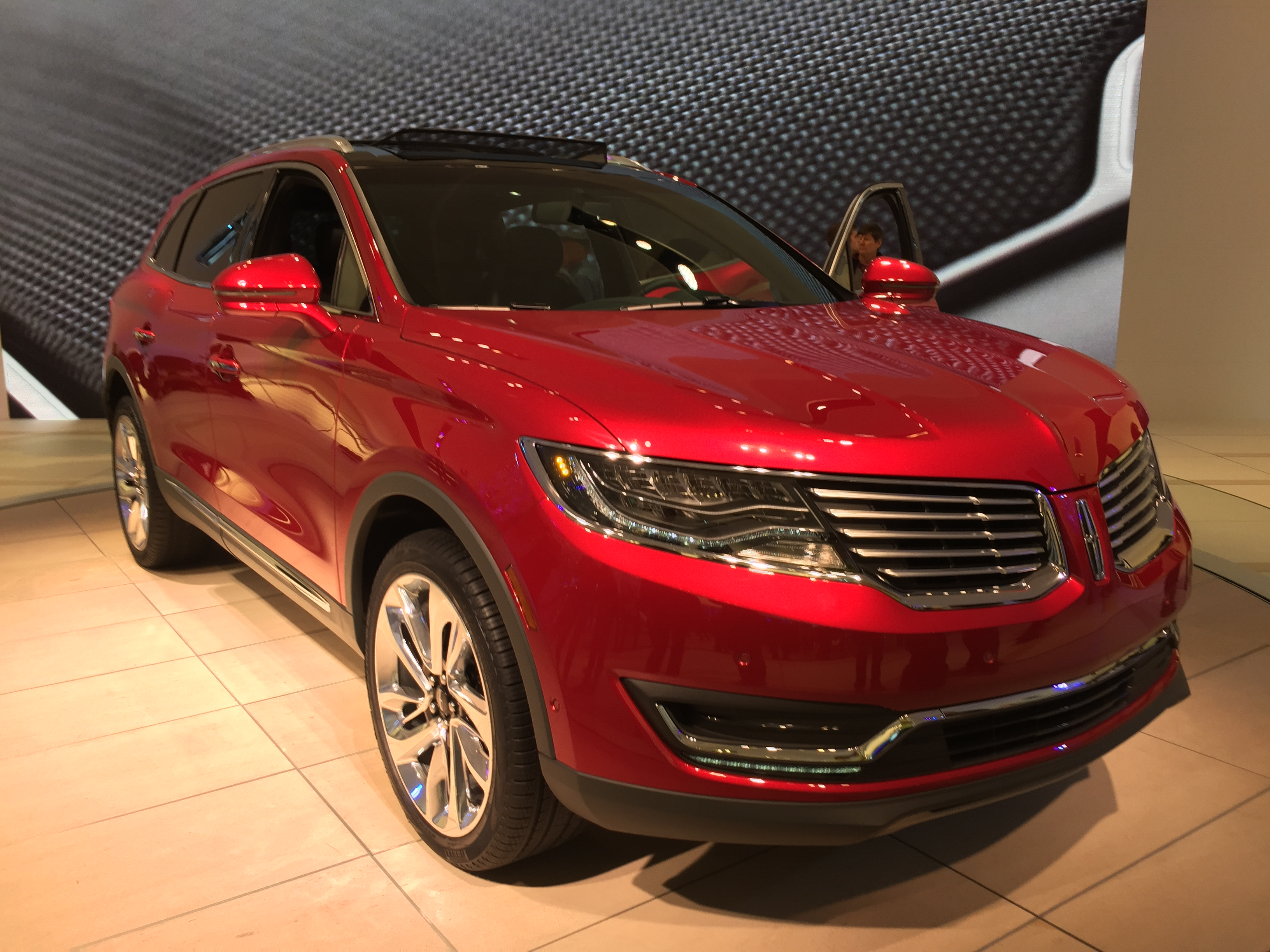
Modelo de 2016
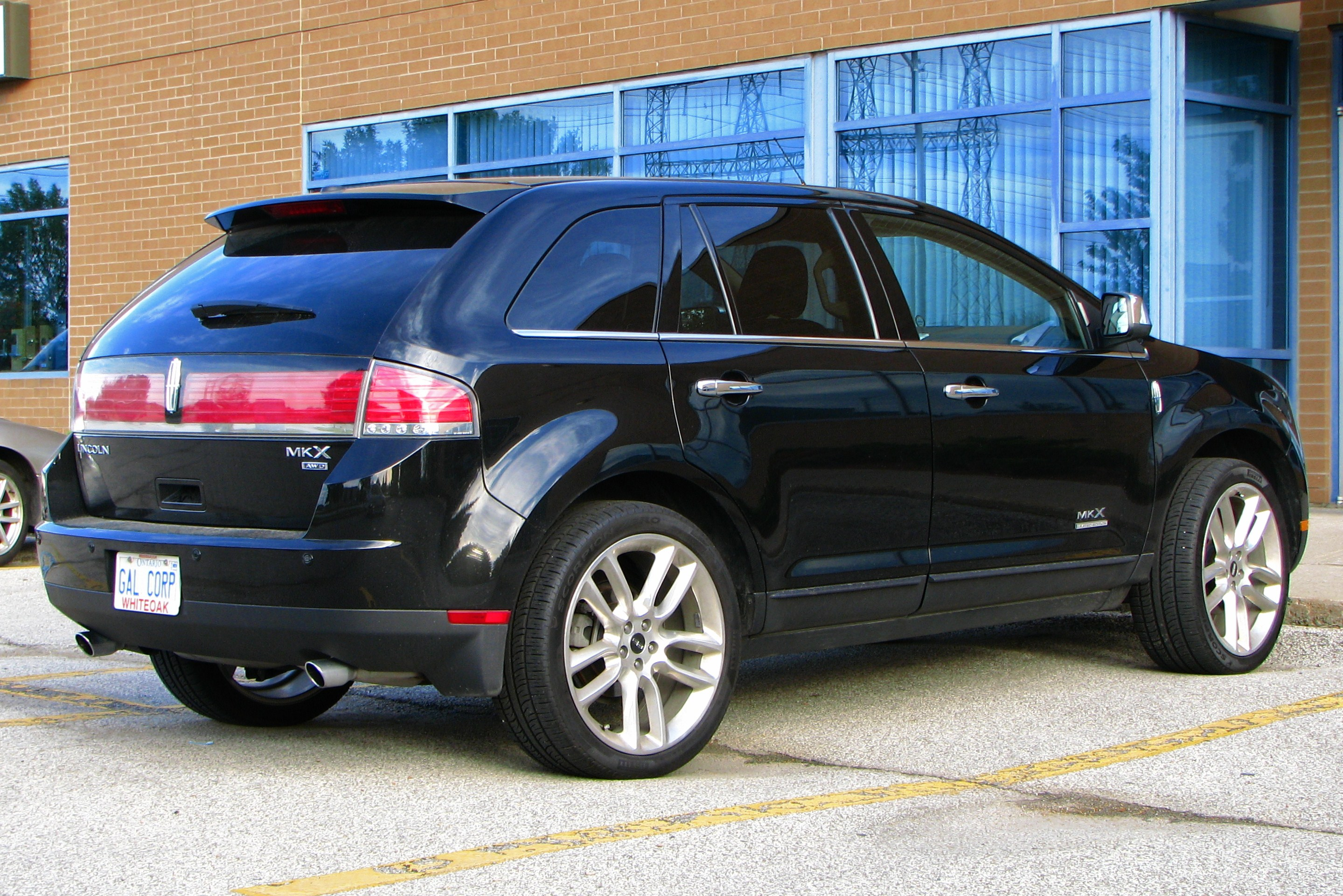
Vista trasera